# グロッケンシュピール

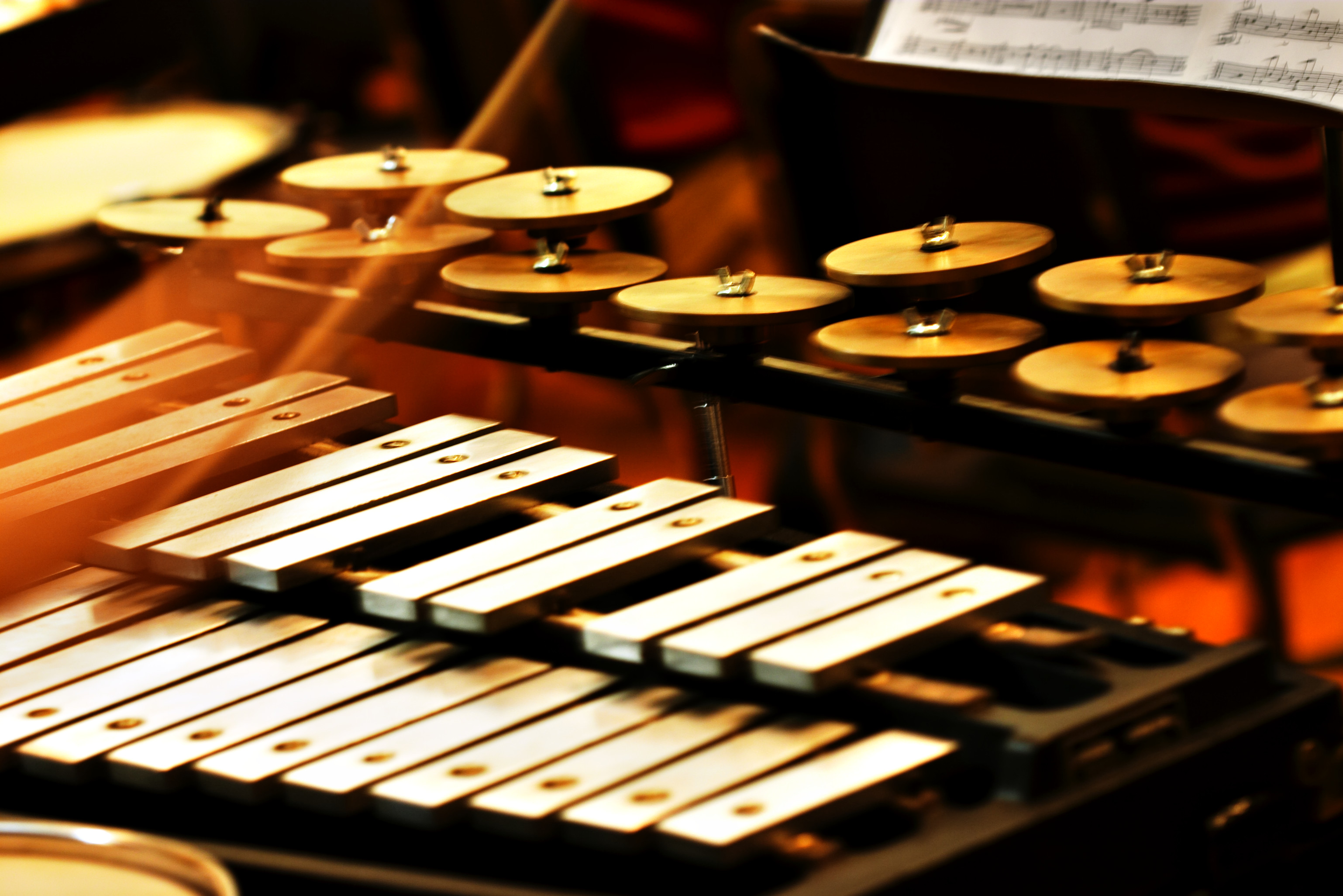
グロッケンシュピール（手前）、奥はアンティークシンバル

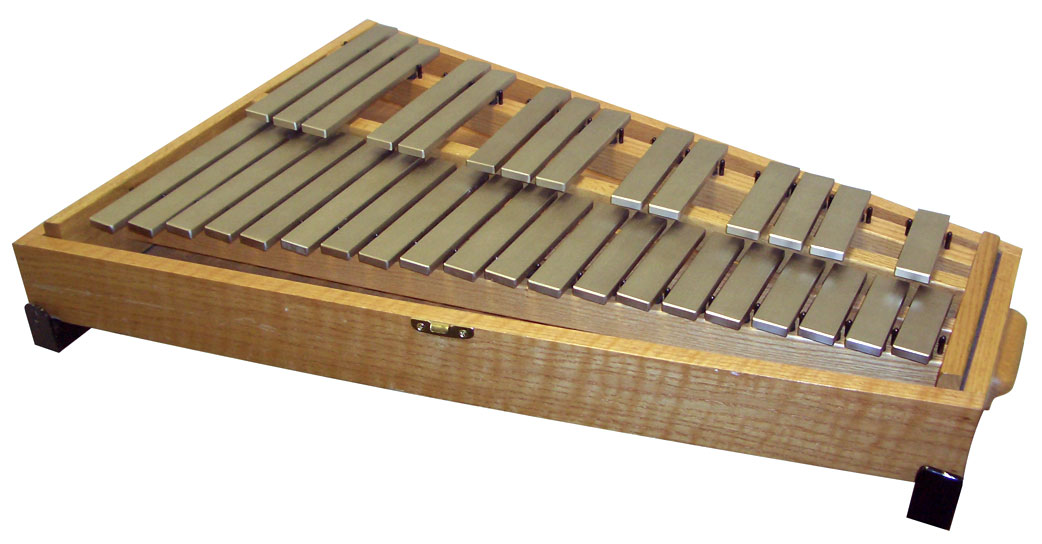
グロッケンシュピール

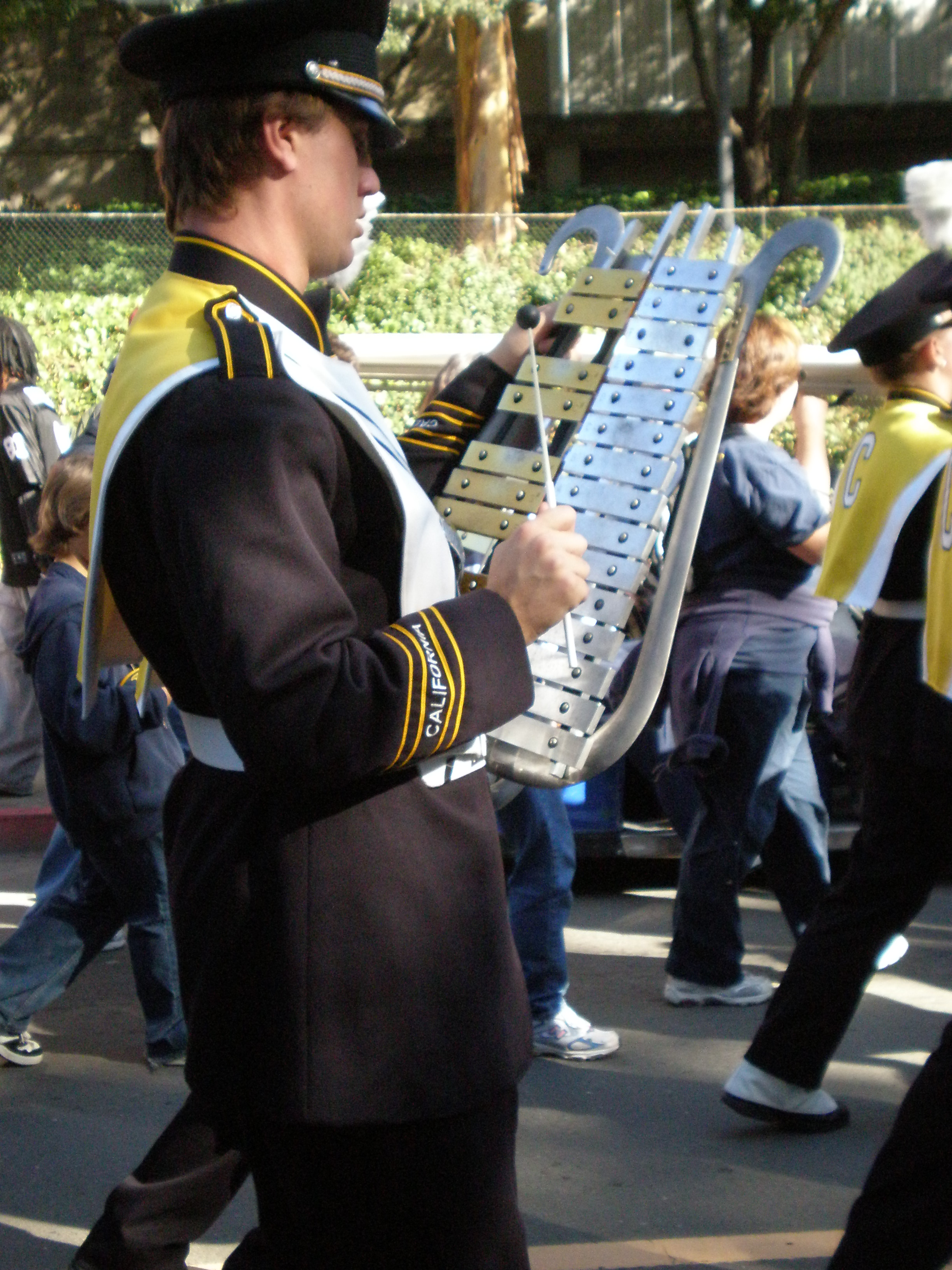
ベルリラ

グロッケンシュピール（独: Glockenspiel）は、金属製の音板をもつ鍵盤打楽器で、鉄琴の一種である。譜面上の略記はGlock. Glocken. Glo. Glsp. が用いられる。

## 概要
日本でグロッケンシュピールと言った場合、コンサート用の鉄琴を指すことが通例である。
日本の場合、グロッケンと略して言うことが多い。
- 独: Glockenspiel
- 仏: jeu de timbres, (jeu de) carillon
- 英: glockenspiel, orchestra bells, bells
- 伊: campanelli, campanette

グロッケンシュピールの起源はドイツで、ドイツ語でGlockenspielは、Glockenが鐘（複数形）、spielが一式や演奏、という意味である。鉄琴のように音板を並べたものでなく、鐘を並べたもの（カリヨン）や、それを用いた仕掛け時計（自動人形の劇）を表すこともある。英語式にオーケストラベル（ズ）、ベル（ズ）と呼ぶことがある。
グロッケンシュピールには、ピアノのような鍵盤が取り付けられたものがあり、この楽器はピアノと同じ奏法で演奏することができる。鍵盤付きグロッケンシュピール、鍵盤型グロッケンシュピールなどと呼ばれる。jeu de timbresと書かれていても鍵盤付きグロッケンシュピールを想定した作曲家もいる。
マーチング等で用いられるベルリラは、グロッケンシュピールの一種とされる。Bellsと略記するとチューブラーベル（チャイム）と混同することがあるため注意が必要な場合がある。

## コンサート用グロッケンシュピール
音板は、共鳴箱を兼ねた箱に収められるか、箱を使わずに共鳴管の上に並べられる。通常スタンドにセットされ、通例 立奏のスタイルで演奏される。
音域はF57-C88(F5-C8)の2オクターブ半が基本であり、各メーカーが音域を（特に高音側に）拡張した製品を販売している。大型のものでは、C52-F93(C5-F8)の3オクターブ半の音域をもつ楽器もある。普通、楽譜には2オクターヴ低く書かれる（楽譜より2オクターヴ高い音が出る）ため、移高楽器に分類される。
大型の楽器の中には、ヴィブラフォンのようなペダル式のダンパー機構（音を止める装置）を備えているものがある。このような楽器は演奏の自由度の高さから少しずつ普及し始めている。楽器の価格帯や持ち運びの不便さ、ボックス型との音色の違いなどからボックス型にこだわる奏者もいる。また、ボックス型の楽器の中にも、手で操作するタイプのダンパー機構が備えられている楽器も存在する。こういったダンパー機構を備えていない楽器では、手でミュートする事で、音の長さをコントロールする。
一般的には、音板を2本のマレット（枹）で叩くことで演奏するが、3本以上のマレットを使う場合や、それ以外のもので演奏する場合もある。マレットのヘッド（頭部）の材質は、真鍮やアルミニウムなどの金属やプラスチックなどが一般的であり、曲想によって適切なマレットを選定する必要がある。マレット以外で演奏する奏法として、音板の縁を弦楽器の弓で弾く奏法が挙げられる。

## 主要メーカー
- ヤマハ
- ディーガン
- プレミア
- ムッサー
- サイトウ
- ベルジュロー
- スタジオ49
- アダムス